# Făgureni, Strășeni
Făgureni este un sat din cadrul municipiului Strășeni din raionul Strășeni, Republica Moldova. Satul are o suprafață de circa 0.42 kilometri pătrați, cu un perimetru de 3.64 km. Localitatea se află la distanța de 6 km de orașul Strășeni și la 29 km de Chișinău. Satul Făgureni a fost menționat documentar în anul 1448 cu numele Curluceni.

## Istoria localității
Satul Făgureni a fost menționat documentar la 27 iulie 1448 cu numele Curluceni. În 1545 satul Curluceni din ținutul Lăpușna este amintit într-un act de hotărnicie a moșiilor mănăstirii Căpriana. În 1774 satul apare în recensământul făcut de administrația rusă. Biserica din localitate a fost ridicată în 1796 pe cheltuiala postelnicului Manoil Vârnav.
Recensământul din 1859 înregistra în Curluceni pe Bâc 52 de case și o populație de 215 oameni. Familia boierilor Caragea stăpânea o moșie întinsă în acest sat, inclusive păduri. În 1875 prințul Constantin Caragea, nepotul domnitorului Nicolae Caragea din Țara Românească, a fost înmormântat în curtea bisericii din sat.
La începutul secolului XX  satul Curluceni număra 980 de locuitori. Către 1923 satul avea 140 de gospodării, școală primară, 910 locuitori.